# La Mojonera
La Mojonera é um município da Espanha na província de Almería, comunidade autônoma da Andaluzia, de área 24 km² com população de 8301 habitantes (2009) e densidade populacional de 345,88 hab/km².

## Demografia
| Variação demográfica do município entre 1996 e 2008 | Variação demográfica do município entre 1996 e 2008 | Variação demográfica do município entre 1996 e 2008 | Variação demográfica do município entre 1996 e 2008 |
| --------------------------------------------------- | --------------------------------------------------- | --------------------------------------------------- | --------------------------------------------------- |
| 1996                                                | 2001                                                | 2004                                                | 2008                                                |
| 6460                                                | 6901                                                | 7746                                                | 8101                                                |